# 洛贝格 (北部省)
洛贝格（法語：Looberghe，法語發音：[lɔbɛʁɡ]）是法国上法蘭西大區北部省的一个市镇，属于敦刻尔克区。

## 地理
洛贝格（50°54'59"N, 2°16'30"E）面积19.55 平方千米，位于法国上法蘭西大區北部省，该省份为法国最北部的省份及最长的省份，西北濒北海，西接加来海峡省，南至埃纳省和索姆省，东与比利时接壤。
与洛贝格接壤的市镇（或旧市镇、城区）包括：布鲁凯尔克、布尔堡、卡佩勒布鲁克、德兰卡姆、埃兰盖姆、梅尔克盖姆、皮加姆。

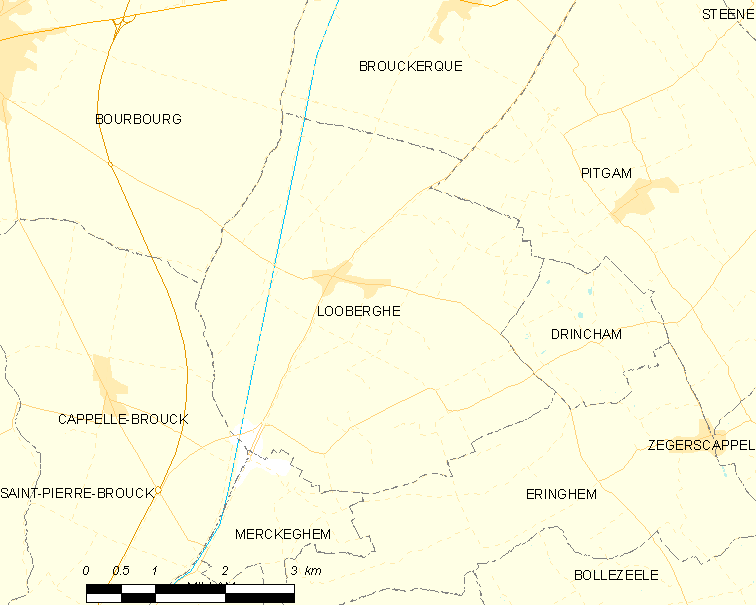
的OSM定位图

洛贝格的时区为UTC+01:00、UTC+02:00（夏令时）。

## 行政
洛贝格的邮政编码为59630，INSEE市镇编码为59358。

## 政治
洛贝格所属的省级选区为大桑特县。

## 人口

1962-2008年间人口变化图示

洛贝格于2022年1月1日时的人口数量为1217人。